# Le Petit-Bornand-les-Glières
Le Petit-Bornand-les-Glières är en kommun i departementet Haute-Savoie i regionen Auvergne-Rhône-Alpes i sydöstra Frankrike. Kommunen ligger i kantonen Bonneville som tillhör arrondissementet Bonneville. År 2015 hade Le Petit-Bornand-les-Glières 1 118 invånare.

## Befolkningsutveckling
Antalet invånare i kommunen Le Petit-Bornand-les-Glières
| Referens: INSEE |